# Resolució 138 del Consell de Seguretat de les Nacions Unides
La Resolució 138 del Consell de Seguretat de les Nacions Unides, aprovada el 23 de juny de 1960, després de la queixa que el trasllat d'Adolf Eichmann a Israel des de l'Argentina constituïa una violació de la sobirania d'aquest darrer país. El Consell va declarar que tals actes, si es repetien, podien fer perillar la pau internacional i reclamà a Israel que fes la reparació apropiada d'acord amb la Carta de les Nacions Unides i les normes de dret internacional. Israel va exposar la visió que era un afer més enllà de la competència i deures del Consell i que en canvi devia ser solucionat mitjançant negociacions bilaterals directes.
La Resolució 138 va ser aprovada per vuit vots contra cap; la República Popular de Polònia i la Unió Soviètica es van abstenir. Argentina era present però no va participar en la votació.